# Viktoria Komova
Viktoria Aleksandrovna Komova (Russisch: Виктория Александровна Комова) (Voronezj, 30 januari 1995) is een Russisch toestelturnster met specialisaties op de balk en aan de brug ongelijk. In 2011 werd ze op de wereldkampioenschappen in Tokio wereldkampioene aan de brug ongelijk, tweede in de individuele meerkamp en tweede in de landenmeerkamp met het Russische team. Deel uitmakend van het Russische turnteam behaalde ze zilver in de landenmeerkamp en de individuele meerkamp op de Olympische Spelen van 2012.
Komova's moeder is Vera Kolesnikova, die in 1985 medewereldkampioene was in de landenmeerkamp en in 1986 goud won in de meerkamp op de Goodwill-spelen. Ook haar vader, Alexander Komov, was een turner.

## Biografie
Komova nam in 2007 deel aan haar eerste belangrijk jeugdcompetitie, de Memorial Voronin, waar ze goud won met de paardsprong en op de vloer. Bij de Pacifische Ring-kampioenschappen in 2008 nam ze het brons van de meerkamp mee naar huis en eindigde vierde aan de brug en op de balk. Op de Memorial Voronin dat jaar won ze de meerkamp, de vloer en de sprong en werd ze tweede aan de brug.
Het Europese Olympisch Jeugdfestival in Finland leverden haar goud in de meerkamp, de brug en de balk en brons bij de sprong op. In Japan won ze opnieuw de meerkamp, brug en balk en de Memorial Voronin de meerkamp, brug en vloer.
In 2010 volgde ze Alja Moestafina op als nationaal kampioene meerkamp van haar land. Ze werd er tevens tweede aan de brug. Op de Europese jeugdkampioenschappen won ze weer goud op de meerkamp, balk en sprong, zilver aan de brug en ook goud met het Russische team in de landenmeerkamp. Komova's prestaties op de Olympische Jeugdspelen in Singapore maakten haar tot een van de favorieten voor de komende Olympische Spelen. Ze haalde er een recordscore in de meerkamp, won eveneens de sprong en de brug en was derde op de vloer.
Eind 2010 verrekte ze haar enkel en begin 2011 opnieuw tijdens de Russische kampioenschappen. In mei dat jaar werd ze geopereerd in Duitsland om in juli opnieuw te beginnen oefenen. Bij de Beker van Rusland in augustus werd ze tweede in de meerkamp en won de brug en balk. Ze nam ook deel aan de wereldbeker in Gent en pakte er goud aan de brug.
Het Russische turnteam waarvan Komova inmiddels deel uitmaakte pakte zilver in de meerkamp op de wereldkampioenschappen van 2011 in Tokio. Individueel pakte Komova er eveneens zilver in de meerkamp en won aan de brug. Op de Europese kampioenschappen van 2012 in Brussel pakte het team wederom zilver en Komova goud aan de brug.
Op de Olympische Spelen in Londen eindigde Komova eerste in de kwalificatieronde voor de meerkamp, derde voor de brug en tweede voor de balk. In de finales won het Russische team zilver in de landenmeerkamp. Komova won zilver in de meerkamp, maar eindigde slechts vijfde van acht aan de brug doordat ze met haar voet de onderste legger raakte. en achtste en laatste op de evenwichtsbalk na een val van de balk en bij de landing.